# YELLOW MACHINEGUN
YELLOW MACHINEGUN（イエロー・マシンガン）は日本のガールズバンドである。1993年結成。1996年バンダイ・ミュージックエンタテインメントよりデビュー。
2006年6月より活動休止中であったが、2010年12月のライブで再始動する。ジャンルとしてはクロスオーバー・スラッシュやグラインドコア、ファストコアの分野で語られることが多い。ボーカルである奥村かをりのデスヴォイスとメタリックなサウンドが特徴的。

## メンバー
奥村かをり（ボーカル・ベース）
守谷京子（ギター）
大角珠美（ドラム）

## ディスコグラフィー

### アルバム
- FATHER'S GOLDEN FISH（1996年10月21日）
- SPOT REMOVER（1998年4月5日）
- BUILD & DESTROY（1999年9月5日）
- BEAN BALL（2001年12月27日）
- YELLOW BUCKET（2002年12月26日）

### DVD
- TINY CHICK'S ADVENTURE（2002年4月24日）

### その他
- Split（2000年2月23日）ABNORMALSとのスプリット